# قنطريون بابلي
القنطريون البابلي (باللاتينية: Centaurea babylonica) نوع نباتي يتبع جنس القنطريون من الفصيلة النجمية.

## الموئل والانتشار
ينتشر في بلاد الشام وتركيا.

## مرادفات للاسم العلمي
- (باللاتينية: Serratula babylonica L.)